# 가풍
가풍(家風)은 한 집안에 전해 내려오는 풍습(風習)이나 범절(凡節)을 말한다. 먼 과거의 부계(父系) 조상으로부터 미래의 자손들에게로 연결되는 연속선상의 한 시점에 존재하는 것으로, 가풍이 확고히 정립된 집안에서는 세대가 바뀌어도 가족의 생활양식에 큰 변화가 없다.